# デスニードラウンド
『デスニードラウンド』は、アサウラによる日本のライトノベル。イラストは赤井てらが担当している。オーバーラップ文庫（オーバーラップ）から刊行されている。

## ストーリー
額の借金を持つ女子高生のユリは返済のために、銃を持ち、己の命をリスクに晒す……そんな危険な傭兵稼業に手を出した。彼女は合法・非合法を問わず危険な仕事を請け負う「死に損ない」ばかりの松倉チームで仕事を始めるが……

## 登場人物
葛ユリ（つづら　ゆり）
本作の主人公。高校2年生。
松倉(まつくら)
北海道出身の30歳。
武島 (たけしま)
180cmを超える長身、モデルのように整った容姿の２２歳。ヘビースモーカー。
大野（おおの）
童顔・童貞（武島談）の28歳。

## 制作背景
オーバーラップ文庫創刊にあたってアサウラとオーバーラップ文庫編集者との間で会話がなされ、その時に「ほかの出版社さんや作家さんに話をしても、絶対に無理だといわれる企画がある」と話題に出されたのが本作で、それに大変興味を持った編集者が「企画書で拝見させてください」と乞うたところ、翌々日にプロットに書き上げて送っていった。そのプロットの冒頭には、作品テーマとして「現代の日本における身近なマスコットキャラクターたちの本性を暴き、かつ、それを既存の銃火器と勇気と狂気で打破するハートフルストーリー」と書かれていたものの、「内容が危険すぎてちっともハートフルさが伝わってこない」と編集者は受け止めたが、逆に好奇心と挑戦心を大いに刺激され、またアサウラの「これがオレのハートフルストーリーなんである」という心意気に惚れて、本作の企画は通った。

## 既刊一覧
|   | タイトル                     | 発売日        | ISBN              |
| - | ---------------------------- | ------------- | ----------------- |
| 1 | デスニードラウンド/ラウンド1 | 2013年4月25日 | 978-4-906866-15-1 |
| 2 | デスニードラウンド/ラウンド2 | 2013年8月25日 | 978-4-906866-27-4 |
| 3 | デスニードラウンド/ラウンド3 | 2014年5月25日 | 978-4-906866-78-6 |